# Munții Pirin

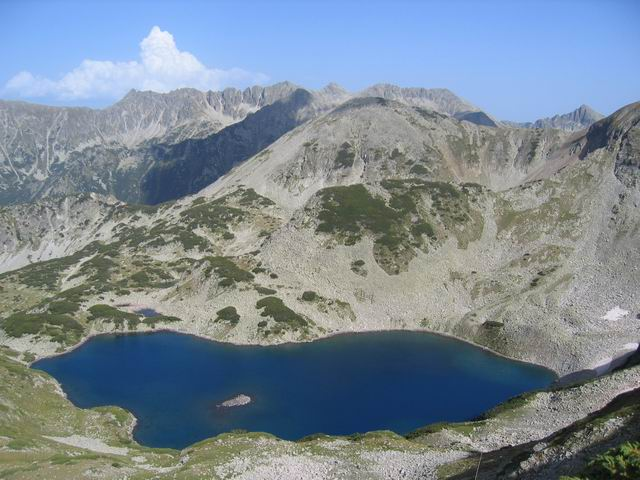
Parcul naţional din Munţii Pirin

Munții Pirin, cu o lungime de aprox. 80 km și o lățime de max. 40 km, se află în partea de sud-vest a Bulgariei. În acest masiv muntos a fost organizat și un parc național, inclus totodată pe lista patrimoniului mondial natural UNESCO.